# Средне-Уральское книжное издательство
Средне-Уральское книжное издательство (Сред.-Урал. кн. изд-во) — советское и российское издательство, находящееся в Екатеринбурге.

## История
Создано 15 июня 1920 года на базе местных типографий как УралОГИЗ — Уральское отделение Государственного издательства РСФСР.
Выпускало агитационные брошюры, буквари для обучения взрослых грамоте, с 1922 г. издавало книги уроженцев края и других русских и советских писателей, в т.ч. Д. Н. Мамина-Сибиряка, Ф. М. Решетникова, П. П. Бажова.
С 1922 года — Уралкнига (председатель правления — Бела Кун).
В 1934 году переименовано в Свердловское книжное издательство.
С 1964 года — при объединении  Свердловского книжного издательства с Тюменского издательством, переименовано в Средне-Уральское книжное издательство, обслуживало регионы Урала и Тюменскую область.
В состав издательства до распада СССР входили журналы «Уральский следопыт» и «Урал».
Сред.-Урал. кн. изд-во было занесено на Всесоюзную доску почёта ВДНХ СССР (май 1982), получало переходящее Красное Знамя ЦК КПСС, ВЦСПС и ЦК ВЛКСМ (1980, 1987, 1988).
В системе Госкомиздата СССР Средне-Уральское книжное издательство в 1980-х гг. было республиканским издательством РСФСР непосредственного подчинения Госкомиздату РСФСР. Адрес издательства на 1987 год: 620219, Свердловск, ул. Малышева, 24. В 1979—1990 гг. показатели издательской деятельности Средне-Уральского книжного издательства были следующие:
| Статистика по объёмам производства. 1979—1990 годы | Статистика по объёмам производства. 1979—1990 годы | Статистика по объёмам производства. 1979—1990 годы | Статистика по объёмам производства. 1979—1990 годы | Статистика по объёмам производства. 1979—1990 годы | Статистика по объёмам производства. 1979—1990 годы | Статистика по объёмам производства. 1979—1990 годы | Статистика по объёмам производства. 1979—1990 годы | Статистика по объёмам производства. 1979—1990 годы | Статистика по объёмам производства. 1979—1990 годы |
| —                                                  | 1979                                               | 1980                                               | 1981                                               | 1982                                               | 1985                                               | 1987                                               | 1988                                               | 1989                                               | 1990                                               |
| -------------------------------------------------- | -------------------------------------------------- | -------------------------------------------------- | -------------------------------------------------- | -------------------------------------------------- | -------------------------------------------------- | -------------------------------------------------- | -------------------------------------------------- | -------------------------------------------------- | -------------------------------------------------- |
| Кол-во книг и брошюр, печатных единиц              | 104                                                | 101                                                | 100                                                | 104                                                | 101                                                | 101                                                | 92                                                 | 84                                                 | 69                                                 |
| Тираж, млн экз.                                    | 4,1789                                             | 4,2671                                             | 4,283                                              | 4367,4                                             | 5,5416                                             | 5,2515                                             | 5,0964                                             | 4,3828                                             | 4,033                                              |
| Печатных листов-оттисков, млн                      | 41,7033                                            | 44,2166                                            | 46,4675                                            | 43608,1                                            | 65,1765                                            | 64,0692                                            | 64,5548                                            | 64,1119                                            | 61,9269                                            |

## Известные сотрудники
- Бажов, Павел Петрович
- Хоринская, Елена Евгеньевна
- Салынский, Афанасий Дмитриевич
- Кун, Бела
- Волович, Виталий Михайлович